# Caecobarbus geertsii
Caecobarbus geertsii és una espècie de peix cipriniforme de la família dels ciprínids.

## Morfologia
- Els mascles poden assolir 11 cm de longitud total.[1][2]

## Alimentació
Menja petits crustacis i, també, els animals que són arrossegats a les coves on viu.

## Hàbitat
És un peix d'aigua dolça i de clima tropical.

## Distribució geogràfica
Es troba a Àfrica: conca del riu Congo.